# Didn’t We Almost Have It All
«Didn’t We Almost Have It All» — песня, исполненная американской певицей Уитни Хьюстон. Сингл получил положительные отзывы музыкальных критиков, которые высоко оценили текст песни, постановку и вокальное исполнение Хьюстон. Он стал пятым подряд синглом американской исполнительницы, который возглавил Billboard Hot 100, оставаясь на вершине две недели. Также вошёл в десятку лучших в разных странах. Данная работа была номинирована на премию «Грэмми» в категории «Лучшая песня года» (1988). Песню написали Майкл Массер и Уилл Дженнингс, релиз вышел в августе 1987 году.

## Отзывы
Роб Уинн из AllMusic выделил эту песню в своей рецензии на альбом Whitney. Редактор Los Angeles Times Роберт Хилберн написал: «Звёздность Хьюстон будет наиболее подкреплена песней „Didn’t We Almost Have It All“, захватывающей балладой Массера и Уилла Дженнингса с таким грандиозным, эмоциональным финалом, что Лайза и сотни других певцов будут жалеть, что не получили возможность первыми исполнить эту песню. Я приберегу шампанское для поп-певцов, которые не включают эту преувеличенную песню в свой репертуар». Pop Rescue отметил её как «мощную балладу 80-х», добавив, что «вокал Хьюстон занимает центральное место» в этой песне.
Винс Аллети из Rolling Stone написал: "Массер повторяет сентиментальную мелодию из мюзикла «Greatest Love of All» в своей ещё более банальной песне «Didn’t We Almost Have It All». Согласно фан-сайту Уитни, "Но в альбоме есть одна песня, название которой невольно подводит итог творчеству Хьюстон на данном этапе её развития — «Didn’t We Almost Have It All». Редакторы St. Petersburg Times Эрик Снайдер и Аннелиз Уэмсли описали «Didn’t We Almost Have It All» как «преувеличенную мелодию, соавторство которой принадлежит Майклу Массеру (…), в которой Хьюстон лишена тонкости — с её пронзительным голосом можно просто увидеть очаровательную певицу, смотрящую в небо с распростёртыми руками». После смерти Хьюстон в 2012 году Entertainment Weekly опубликовал список её 25 лучших песен и поместил «Didn’t We Almost Have it All» на 16-е место.
В своём списке двадцати лучших вокальных исполнений чёрнокожих музыкантов 2025 года Hits Daily Double заявил, что исполнение Хьюстон этой песни «открыло новую категорию [для певицы]: грандиозные баллады, призванные продемонстрировать её вокальные пиротехнические навыки, стиль, который будет определять поп-музыку на десятилетия вперёд», добавив, что песня была «песней о разбитом сердце, исполненной с интенсивностью оперы, поскольку точное исполнение Хьюстон придаёт вежливой современной поп-музыке для взрослых настоящий эмоциональный заряд».

## Чарты
| Чарт (1987)                       | Высшая позиция |
| --------------------------------- | -------------- |
| Australian Singles Chart          | 27             |
| Canada (RPM 100 Singles)          | 2              |
| Germay (Media Control Charts)     | 20             |
| Ireland (IRMA)                    | 4              |
| Netherlands (Dutch Top 40)        | 17             |
| New Zealand (RIANZ)               | 49             |
| Spain (AFYVE)                     | 12             |
| Switzerland (Schweizer Hitparade) | 18             |
| U.K (UK Singles Chart)            | 14             |
| U.S Billboard Hot 100             | 1              |
| U.S Black Singles                 | 2              |
| U.S Adult Contemporary Singles    | 1              |

| Чарт (1987)                        | Позиция |
| ---------------------------------- | ------- |
| Канада Canadian Singles Chart      | 44      |
| США U.S Adult Contemporary Singles | 7       |
| США U.S Black Singles              | 38      |
| США U.S Pop Singles                | 22      |

## Сертификация
| Регион                                                                      | Сертификация | Продажи |
| --------------------------------------------------------------------------- | ------------ | ------- |
| Великобритания (BPI)                                                        | Серебряный   | 200 000 |
| США (RIAA)                                                                  | Золотой      | 500 000 |
| Данные о продажах + прослушиваниях приведены только на основе сертификации. |              |         |